# Лаша Челідзе
Лаша Челідзе (груз. ლაშა ჭელიძე; нар. 13 березня 1985, Кутаїсі, Грузинська РСР) — грузинський футболіст, захисник.

## Життєпис
Футбольну кар'єру розпочав у 2000 році в складі тбіліського клубу «Локомотив-3», який виступав у Лізі Меоре. Наступного року перейшов до іншого друголігового клубу, «Інтері» (Кутаїсі). У 2002 році юний захисник пішов на підвищення, перейшовши до одного з найсильніших клубів Грузії, кутаїського «Торопедо». У 2002 році разом з торпедівцями виступав на Кубку Співдружності в Москві, на якому його помітили скаути київського «Динамо», разом з киянами тренувався протягом двох тижнів, але команді зі столиці України Лаша не підійшов. Мав також пропозиціяю від московського «Спартака», але на перегляд до чемпіона Росії не поїхав. Тому після цього перегляду юний грузин повернувся до кутаїського «Торпедо», кольори якого захищав до 2004 року.
У 2004 році виїхав до України та підписав контракт з «Металургом» (Запоріжжя). Дебютував у футболці запорізького клубу 14 серпня 2004 року в програному (1:3) домашньому поєдинку 5-о туру Вищої ліги проти харківського «Металіста». Челідзе вийшов на поле на 30-й хвилині, замінивши Ярослава Вишняка, а вже на 68-й хвилині вже Лашу замінив Володимир Польовий. Після цього зіграв ще 9 матчів за «Металург» у першості дублерів. У 2005 році захищав кольори тбіліського «Динамо» та ФК «Боржомі». З 2006 по 2007 рік виступав у «Сіоні» (Болнісі). У 2007 році повернувся до ФК «Боржомі». 
У 2008 році виїхав до Казахстану, де підписав контракт з «Кайсаром». Дебютував у футболці кизилординського клубу 8 березня 2008 року в переможному (1:0) домашньому поєдинку 1-о туру казахської Прем'єр-ліги проти карагандинського «Шахтаря». Лаша вийшов на поле на 85-й хвилині, замінивши Романа Пахолюка. Єдиним голом у футболці «Кайсара» відзначився 26 липня 2008 року на 74-й хвилині переможного (3:2) домашнього поєдинку 18-го Прем'єр-ліги проти «Тобола». Челідзе вийшов на поле в стартовому складі та відіграв увесь матч. У складі команди з Кизиилорди в Прем'єр-лізі зіграв 23 матчі та відзначився 1 голом, ще 2 поєдинки провів у кубку Казахстану. У середині лютого 2009 року залишив розташування «Кайсару» та перейшов до «Жетису». У футболці команди з Талдикургану дебютував 7 березня 2009 року в переможному (2:0) виїзному поєдинку 1-о туру Прем'єр-ліги проти павлодарського «Іртиша». Лаша вийшов на поле в стартовому складі та відіграв увесь матч. Єдиними голами в складі «Іртиша» відзначився 12 липня 2009 року на 77 та 90-й хвилинах переможного (3:2) виїзного поєдинку 14-о туру Прем'єр-ліги проти «Кайсара». Челідзе вийшов на поле в стартовому складі та відіграв увесь матч. У футболці «Жетису» в чемпіонаті Казахстану зіграв 16 матчів та відзначився 2-а голами, ще 2 поєдинки провів у кубку Казахстану.
У 2010 році повернувся до Грузії, де підсилив «Сіоні». Сезон 2011/12 років розпочав у футболці «Чихура», в якій відіграв 4 сезони. З 2015 по 2016 рік виступав у клубах «Чиатура», «Саповнела» та «Зугдіді». З 2017 року захищає кольори тбіліського «Шевардені-1906».